# Ceriodaphnia rotunda
Ceriodaphnia rotunda är en kräftdjursart som beskrevs av Sars 1862. Ceriodaphnia rotunda ingår i släktet Ceriodaphnia och familjen Daphniidae. Arten är reproducerande i Sverige. Inga underarter finns listade i Catalogue of Life.